# Sternidius misellus
Sternidius misellus es una especie de escarabajo longicornio del género Sternidius, tribu Acanthocinini, subfamilia Lamiinae. Fue descrita científicamente por LeConte en 1852.
La especie se mantiene activa durante los meses de abril, mayo, junio y julio.

## Descripción
Mide 3,4-7,2 milímetros de longitud.

## Distribución
Se distribuye por Estados Unidos y Canadá.